# Bernard Hinault
Bernard Hinault (ur. 14 listopada 1954 w Yffiniac) – francuski kolarz szosowy i torowy, dwukrotny medalista szosowych mistrzostw świata. W latach 1978–1985 z powodu swojego taktycznego sprytu i zawziętości, przez Francuzów nazywany był Le Blaireau („Borsuk”). Hinault jako trzeci w historii kolarz wygrał pięć razy Tour de France.

## Kariera
Hinault rozpoczął karierę w zawodowym peletonie w 1974. Jego zwycięstwa w „Wielkiej Pętli” przypadały na lata: 1978, 1979, 1981, 1982 i 1985. W latach 1984 i 1986 stawał na drugim miejscu podium. Łącznie wygrał 28 etapów (z czego 13 w jeździe indywidualnej na czas). Ze swoimi pięcioma zwycięstwami stoi w jednym szeregu z takimi gwiazdami peletonu jak: Jacques Anquetil, Eddy Merckx i Miguel Indurain. 
Jako jedyny kolarz w historii wygrywał kilkakrotnie w trzech wielkich tourach: w 1980, 1982 i 1985 wygrał Giro d’Italia, a w 1978 i 1983 zwyciężył w wyścigu Vuelta a España.
Przez 12 lat swojej sportowej kariery odniósł ponad 200 zwycięstw, był kolarzem wszechstronnym, mógł więc wygrywać także w jednodniowych klasykach. W 1980 zdobył złoty medal w wyścigu ze startu wspólnego na mistrzostwach świata w Sallanches. Na rozgrywanych rok później mistrzostwach świata w Pradze był trzeci w tej samej konkurencji, przegrywając tylko z Belgiem Freddym Maertensem i Włochem Giuseppe Saronni,. Zaliczył także pierwsze miejsca w takich wyścigach jak: Paryż-Roubaix (1981), Liège-Bastogne-Liège (1977 i 1980), jak również Giro di Lombardia (1984).
Hinault zakończył karierę w 1986. Obecnie zajmuje się hodowlą bydła na swoim gospodarstwie w pobliżu Rennes i dorywczo włącza się w organizację Tour de France, pojawiając się na podium i gratulując zwycięzcom etapów. Pracował także dla firmy LOOK Cycles, jako konsultant techniczny przy produkcji pedałów zatrzaskowych.

## Cytaty
- Spałem jak dziecko poprzedniej nocy, ponieważ wiedziałem, że następnego dnia wygram – po zwycięstwie na mistrzostwach świata w Sallanches, Francja, w 1980.
- Na początku roku wybrałem kilka wyścigów, które chcę wygrać. W innych wyścigach będę pracował dla innych z drużyny
- Cyrille Guimard wcale nie potrafi słuchać, ale na wyścigach jest taktycznym geniuszem – o swojej relacji z byłym menadżerem i dyrektorem sportowym.
- Dopóki oddycham – atakuję.
- On ma głowę, dwie ręce, dwie nogi, tak samo jak ja – w odpowiedzi na pytania, czy boi się Eddy’ego Merckxa.